# Arnold Gartmann
Pour les articles homonymes, voir Gartmann.
Arnold Gartmann, surnommé Noldi Gartmann, né le 20 novembre 1904 et mort le 4 juin 1980, est un bobeur suisse notamment champion olympique en 1936. Il est le père d'Aby Gartmann, lui aussi bobeur.

## Carrière
Arnold Gartmann remporte la médaille d'argent en bob à quatre aux championnats du monde 1935. Il participe également aux Jeux olympiques d'hiver de 1936 à Garmisch-Partenkirchen en Allemagne, où il remporte la médaille d'or en bob à quatre avec Joseph Beerli, Charles Bouvier et Pierre Musy.

## Palmarès

### Jeux Olympiques
- : médaillé d'or en bob à 4 aux JO 1936.

### Championnats monde
- : médaillé d'argent en bob à 4 aux championnats monde de 1935.